# Liste der Kulturdenkmale in Dahme (Holstein)
In der Liste der Kulturdenkmale in Dahme sind alle Kulturdenkmale der schleswig-holsteinischen Gemeinde Dahme (Kreis Ostholstein) und ihrer Ortsteile aufgelistet (Stand: 10. März 2025).

## Legende
In den Spalten befinden sich folgende Informationen:
- Objekt-ID: die Nummer des Kulturdenkmales
- Lage: die Adresse des Kulturdenkmales und die geographischen Koordinaten. Kartenansicht, um Koordinaten zu setzen. In der Kartenansicht sind Kulturdenkmale ohne Koordinaten mit einem roten Marker dargestellt und können in der Karte gesetzt werden. Kulturdenkmale ohne Bild sind mit einem blauen Marker gekennzeichnet, Kulturdenkmale mit Bild mit einem grünen Marker.
- Offizielle Bezeichnung: Bezeichnung des Kulturdenkmales
- Beschreibung: die Beschreibung des Kulturdenkmales
- Bild: ein Bild des Kulturdenkmales

## Bauliche Anlagen
| Objekt-ID     | Lage                                          | Offizielle Bezeichnung                  | Beschreibung | Bild                             |
| ------------- | --------------------------------------------- | --------------------------------------- | --- | -------------------------------- |
| 48918         | An der Allee 21 (54° 13′ 8″ N, 11° 5′ 1″ O)   | Kath. Kirche St. Stephanus              | Kirche; 1968 eingeweiht; Hallenkirche auf etwa kreuzförmigem Grundriss, zeltartiger Innenraum mit Buntverglasung von Theo M. Landmann; freistehender Glockenturm in Form einer schlanken Pyramide - Begründung: geschichtlich, künstlerisch, städtebaulich - Schutzumfang: Kath. Kirche St. Stephanus, Glockenturm - Denkmaltyp: Bauliche Anlage                                                                                           | BW                               |
| 9032 Wikidata | Dahmeshöved 23a (54° 12′ 6″ N, 11° 5′ 25″ O)  | Leuchtturm „Dahmeshöved“ mit Wärterhaus | Alteintragung (Aktualisierung vorgesehen) - Begründung: geschichtlich, Kulturlandschaft prägend - Schutzumfang: gesamtes Objekt - Denkmaltyp: Bauliche Anlage | weitere Fotos \| Fotos hochladen |
| 29309         | Dahmeshöved 23 b (54° 12′ 7″ N, 11° 5′ 25″ O) | Wachtturm                               | Wachtturm; 1939/40, Wasserstraßenamt Ostsee Kiel, Architekt Joachim Restorff; achteckiger Backsteinturm mit umlaufender Galerie und Backsteinbrüstung, pfannengedecktes Zeltdach im Norden angeschlossen ein eingeschossiger Wirtschaftstrakt aus Backstein mit pfannengedecktem Mansarddach; mit Nebengebäude - Begründung: geschichtlich, Kulturlandschaft prägend - Schutzumfang: Wachtturm, Nebengebäude - Denkmaltyp: Bauliche Anlage | Fotos hochladen                  |

## Quelle
- Liste der Kulturdenkmale in Schleswig-Holstein – Kreis Ostholstein (PDF)

- Karte mit allen Koordinaten:
- OSM |
- WikiMap